# Loxosceles spadicea
Loxosceles spadicea är en spindelart som beskrevs av Simon 1907. Loxosceles spadicea ingår i släktet Loxosceles och familjen Sicariidae. Inga underarter finns listade i Catalogue of Life.